# 라마 (호칭)

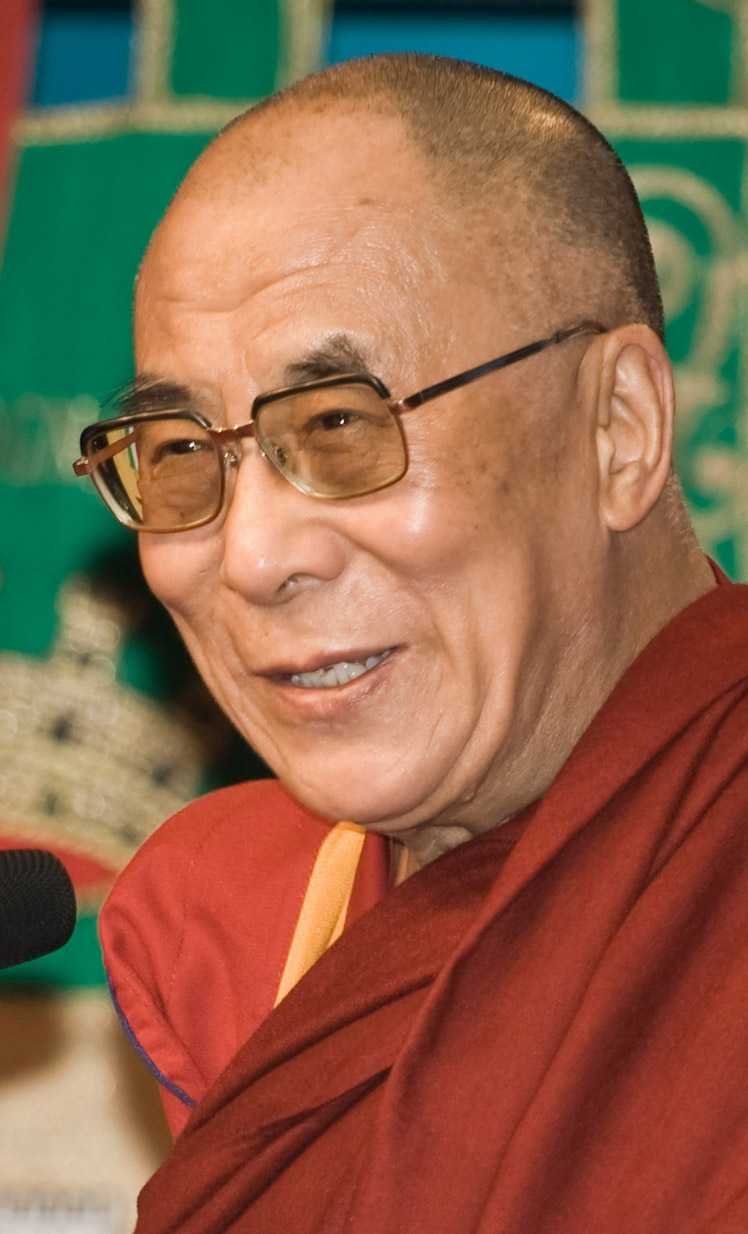
현재의 달라이 라마.

라마(티베트어: བླ་མ་, "최고의"를 뜻함)는 달마의 티베트 스승을 부르는 호칭이다. 이 이름은 산스크리트어 낱말 구루와 비슷하다.

## 같이 보기
- 비구
- 선생